# 高體紫魚
高體紫魚，又稱高體姬鯛，為輻鰭魚綱鱸形目鱸亞目笛鯛科的其中一種，分布於西大西洋區，從加拿大至巴西聖卡塔琳娜海域，棲息深度24-370公尺，本魚眼大，體背部粉紅色偏紅色，兩側粉紅色，腹部銀白色，除尾鰭及背鰭黃色外，各魚鰭為粉紅色略帶透明，背鰭硬棘10枚;背鰭軟條10-11枚;臀鰭硬棘3枚;臀鰭軟條7- 8枚，體長可達56公分，屬肉食性，以魚類等為食，可作為食用魚。